# 尊·佐治·和域
（1830年12月23日—1892年8月14日）是一位美國政治家，曾於1891年至1892年去世期間短暫擔任俄亥俄州美國眾議員。

## 早期生活
尊·佐治·和域於1830年12月23日出生於愛爾蘭蒂龍郡。他就讀於家鄉的公立學校。1850年左右，和域與他的兄弟羅拔和威廉移民到美國，並在賓夕法尼亞州費城短暫居住。

## 職業生涯
和域搬到俄亥俄州納瓦拉，在一家乾貨店擔任簿記員和辦事員。 1853年，他搬到俄亥俄州馬斯隆，開了一家乾貨店。他在這家乾貨店工作了20多年。  他是西波谷磨坊（Sippo Valley Mills）的主要所有者，並在19世紀60年代後期涉足鐵路業務。他曾擔任馬斯隆和克利夫蘭鐵路、惠靈和伊利湖鐵路以及克利夫蘭和瑪麗埃塔鐵路的董事。他也參與了煤礦開採，並擁有幾家農場。1872年，他從乾貨業退休。他是馬斯隆建築和貸款協會的組織者和主席。他曾擔任馬斯隆水務公司的董事。
和域代表民主黨州長喬治·霍德利當選俄亥俄州第17任副州長，任期從1884年到1886年。 1886年，他競選連任失敗。和域以民主黨人身分當選第五十二屆國會議員，任期從1891年3月4日起至去世。在這場激烈的競選中，他以302票的優勢擊敗了威廉·麥堅利，這場競選引起了全國的關注。麥堅利支持對錫器徵收進口關稅。和域派出一些冒牌小販到第16選區的農村地區，將原本25美分的錫器商品抬得50美分。當被問及價格為何如此之高時，這些小販回答說：「這就是麥堅利關稅的後果！」

## 死亡

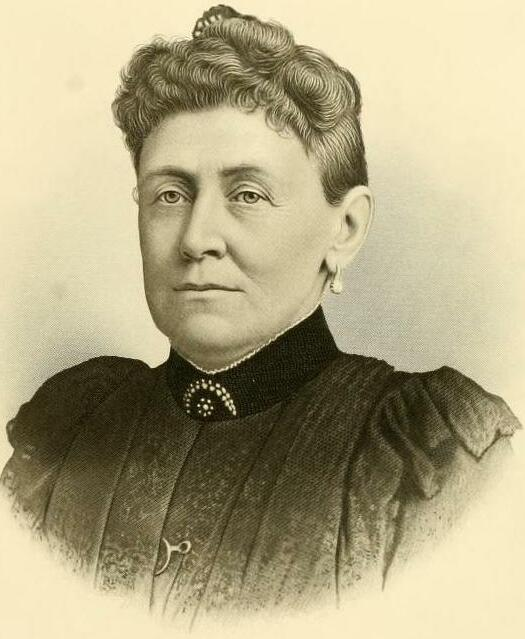
1904年出版的瑪麗亞·E·沃里克肖像

1864年，和域與卡爾特豪斯的瑪麗亞·E·拉瓦克夫人結婚。他們育有一子，沃靈頓·K·L。和域與紐約州參議員大衛·B·希爾是好友。
1892年8月2日，和域出席了在紐約市舉行的惠靈和伊利湖鐵路公司董事會會議。會議期間，他食物中毒。和域於1892年8月14日在華盛頓特區的里格斯故居去世。他被安葬於俄亥俄州馬斯隆的新教公墓。

## 外部連結
- 尊·佐治·和域－美國國會國家人物傳記大辭典